# Хуаньцю шибао
«Хуаньцю шибао» (кит. трад. 環球時報, упр. 环球时报, пиньинь Huánqiú Shíbào, англ. Global Times) — китайская ежедневная газета, таблоид. Специализируется на освещении международных событий. Структурное подразделение газеты «Жэньминь жибао». Издаётся с 1993 года. Тираж китайской версии — 1,5 млн экземпляров. Выходит пять раз в неделю, с понедельника по пятницу.
Излагает правительственную точку зрения, однако отличается от других официальных изданий более популярным стилем изложения и освещением некоторых острых тем. В ряде случаев её мнение отличается от мнения родительской «Жэньминь жибао». Освещает события в духе современного китайского ультранационализма. Другие СМИ часто называют «Хуаньцю шибао» «Китайским Fox News» из-за пропагандистской ультраправой риторики.

## Global Times
20 апреля 2009 года запущена англоязычная версия «Global Times» для конкуренции с зарубежными СМИ. Тираж англоязычной версии — 100 тысяч экземпляров. По словам представителя газеты, английская версия не является переводом с китайского, а представляет собой самостоятельный продукт с отдельным коллективом корреспондентов и редакторов. Заявленные цели — «показать миру Китай, с точки зрения китайцев рассказать о мире, делиться позицией китайского народа по важнейшим международным проблемам».
20 февраля 2013 года начался выпуск американского издания.
В декабре 2021 года Ху Сицзинь покинул пост главного редактора и партийного секретаря газеты.